# ウォラストン (マサチューセッツ州クインシー)
座標: 北緯42度16分00秒 西経71度00分52秒 / 北緯42.266599度 西経71.014391度
ウォラストン (Wollaston, Massachusetts ) は、マサチューセッツ州クインジーの地区。ハンコック通りおよび州道3A号線で隔て、ウォラストン・ビーチ側をウォラストン・パーク、ウォラストン・ヒル側をウォラストン・ハイツと呼んでいる。
北側をノース・クインジー地区、東側をクインジー湾、南東および南側をメリモント地区およびクインジー・センター、西側をミルトンに囲まれている。北のケンブリッジと南のブレインツリーを結ぶMBTAレッドラインBのウォラストン駅がある。
17世紀、クインシーはマウント・ウォラストンと呼ばれていたが、現在はメリモント地区の墓地にその名がつけられている。

## 歴史

### 初期
1624年、イングランドからプリマス植民地にリチャード・ウォラストン率いる一団と共にトーマス・モートンが入植した。プリマス植民地のピルグリムの有力者たちとそりが合わず、1625年、ウォラストンとモートンは30から40名を率いて離脱した。海の近くの現在のメリモント地区となる丘の土地をならしてログハウスを建てた。現在のウォラストンはこの地区の西および北西に位置する。
1636年、アン・ハッチンソンと夫のウィリアムが他の入植者らと共にイングランドからウォラストンにやってきた。アンはウォラストンでアメリカ植民地の女性聖職者の先駆者としてのキャリアを開始した。ウィリアムとユーニス・コールは当初マウント・ウォラストンに定住し、1637年2月20日、2エーカー(8,100 m2)の土地を与えられたが、年内にニューハンプシャー州エクセターに転居した。現在ユーニス・コールはグッディ・コールの名で知られ、1656年、ニューハンプシャー州ハンプトンにて州で唯一ウィッチクラフトで有罪判決を受けた女性となった。

### クインジー家
クインジーおよびクインシー・マーケットは高名なクインジー家の祖先で、1633年にマサチューセッツ州に入植したエドマンド・クインジーから名付けられた。1635年12月14日、400エーカー(1.6 km2)の土地が与えられ、息子のエドマンド・クインジー2世はクインジー邸を建設した。4世代後、ジョザイア・クインジーは「ロウワー・ファーム」と呼ばれる200エーカー(0.81 km2)の土地にジョザイア・クインジー邸を建設し、マーヘッド通りに現存している。1848年、ジョザイア・クインジー・ジュニアは別荘として別のジョザイア・クインジー邸を建設した。ウォラストンのクインジー家の土地とアダムズ家の土地は隣り合っており、これが縁でジョン・アダムズとアビゲイル・スミスは結婚することになった。

### 19世紀

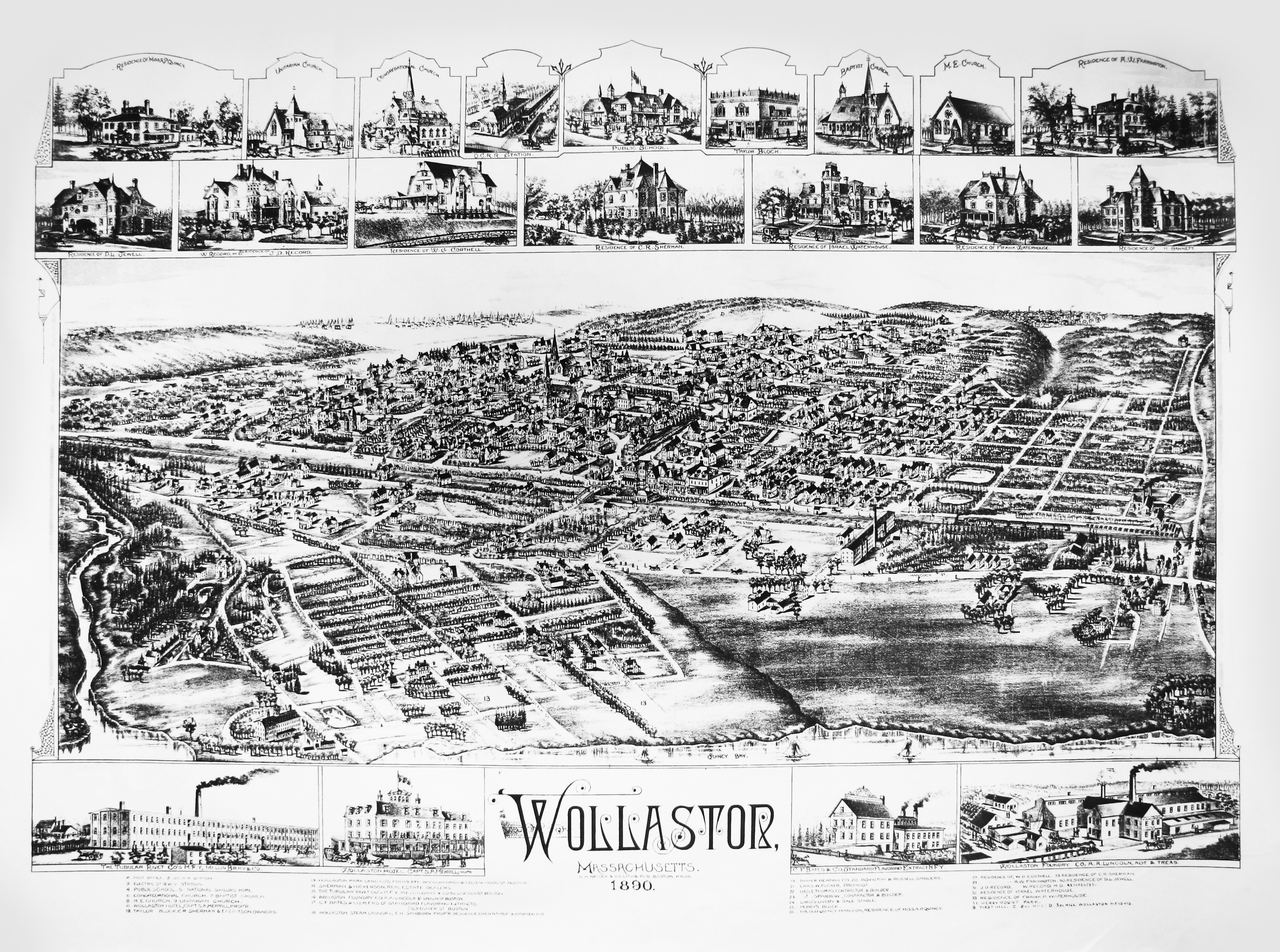
1890年のウォラストン

1870年代および1880年代、クインジーの土地はこの地域で最初の郊外の住宅街の1つへと発展していった。住民はウォラストン駅からボストンのダウンタウンに向かうオールド・コロニー鉄道の1年定期券を無料で与えられた。現在のMBTAのウォラストン駅はこの同じ場所に位置している。1896年、クインジー家の土地はウォラストン・パークと呼ばれる高級住宅街に区分けされ、ジョザイア・クインジー邸のうち12エーカー(49,000 m2)はクインジー邸女子学校のキャンパスとなっている。
1897年、ウォラストン・ヨット・クラブはボート操縦およびクインジー湾地域の発展のため組織され、現在も姉妹組織のスクアンタム・ヨット・クラブと共に活動を続けている。

### 20世紀
1919年、イースタン・ナザレン・カレッジがクインジー邸女子学校の土地に移転された。1969年までキャンパスの一部として邸宅は残っていたが、その場所には現在エンジェル・ホールが建っている。
1925年、ウォラストンに最初のハワード・ジョンソンのレストランが創立された。1971年、新たなウォラストン駅開設のため取り壊され、クインジー市はMBTAのウォラストン駅の駐車場隣にハワード・ジョンソン跡地の石碑を立てた。当初のハワード・ジョンソン本社はビール通りとニューポート通りの交差点にあり、現在は駅のビール通り口の前の歩道にイニシャルの「HJ」のタイルがある。1925年頃のレストランおよびドラッグストアの写真が現存している。
1900年代終盤、イースタン・ナザレンはオールド・コロニー通りにあったキャンディ工場および本社を買い取り、オールド・コロニー・キャンパスを設立した。
1990年代中期、アイルランド系パンクバンドのドロップキック・マーフィーズはハンコック通りとバス通りの交差点にある日本食レストランのフジの地下を練習場としていたとされる。しかしすぐに人気が出て周囲に10代の若者がこの建物の前に多数集まるようになり、別の場所に移行した。他にハンコック通りのパパ・ギノ・レストラン向かいの旧シーン理容店、現在の携帯電話販売店の地下も練習場にしていたとされる。
女優のルース・ゴードンおよび作家のジョン・チーヴァーは共にウォラストン・ヒルのウィンスロップ通り沿い出身で、俳優のビリー・デ・ウルフもウォラストン出身である。
クインジーの若者の多くはウォラストン・ビーチを「ウォリー・ビーチ」と呼ぶ。クラム・ボックスやトニーズなどのシーフード・レストランがあり、一般的に夏季のみ営業して冬季は休業している。